# Чанда Рубин
Чанда Рубин (на английски: Chanda Rubin) е американска тенисистка. Печелила е седем WTA турнира. На 8 април 1996 г. достига до номер 6 в световната ранглиста, след като достига до полуфиналите на Откритото първенство на Австралия през 1996 г. Рубин също е била номер 9 при двойките, печелейки Откритото първенство на Австралия през 1996 г. с партньорката си Аранча Санчес Викарио.